# NGC 667
NGC 667 je galaksija u zviježđu Kit.

## Vanjske poveznice
- SEDS: NGC 0667